# شهرستان سرگیفسکی
شهرستان سرگیفسکی (به لاتین: Sergiyevsky District) یک شهرستان در روسیه است که در استان سامارا واقع شده‌است.